# Muzikofiletika
Muzikofiletika je tvořivé, reflektivní a zážitkové pojetí expresivní výchovy založené na užití hudebních a jiných uměleckých výrazových prostředků směřujících k rozvíjení potenciálu osobnosti člověka, jeho emočních, kognitivních, sociálních a uměleckých schopností a dovedností, zahrnujících také všeobecně kulturní a spirituální rozměr lidského bytí.

## Vznik muzikofiletiky
Vznik oboru muzikofiletiky navazuje na českou tradici artefiletiky, založené Janem Slavíkem v 80. letech 20. století. Termín muzikofiletika poprvé použila Svatava Drlíčková v roce 2007, paralelně a nezávisle na sobě začala termín používat v roce 2007 Jana Weber.
Pojem muzikofiletika je složen z řeckých slov músikos nebo latinského musica a filein nebo Filétos. Músikos z řečtiny znamená hudební, řecky moisika znamená hudba, latinsky je to musica. Pojem filetika je odvozen z řeckého slova filein – milovat, mít v oblibě, nebo Filétos (Philétas z Kósu) – jméno řeckého dramatika, spisovatele, filozofa a učitele, který žil kolem roku 320 př. n. l. v Alexandrii. Filetický přístup ve výchově označuje přístup, který je tvůrčí, výrazový, emocionální, smyslový i duchovní.

## Charakteristika a využití muzikofiletiky
Muzikofiletika je umělecko-pedagogická disciplína, která svou povahou stojí na pomezí muzikoterapie, hudební výchovy a osobnostní a sociální výchovy.
Muzikofiletické postupy mají základ v muzikoterapii, jsou orientovány na zážitkový a tvůrčí proces, při němž využívají hudební i jiné expresivní činnosti (výtvarné, taneční, dramatické). Cíle i vedení hudebně prožitkového procesu jsou však udržovány ve výchovně vzdělávací rovině. Cílem muzikofiletiky je rozvíjení psycho-emočního, intelektuálního, uměleckého a všeobecně kulturního potenciálu dětí nebo dospělých, potencování jejich sociálních dovedností a kompetencí a prevence psychosociálního selhávání prostřednictvím muzikofiletických aktivit.
Metodicky je muzikofiletický přístup postaven na spojení exprese s reflexí, konkrétně na spojení hudebního zážitku s jeho reflexí a reflektivním dialogem. Hudební zážitek otevírá člověka novým zkušenostem a přináší impulzy k poznávání jeho vnitřního světa, světa druhých i širšího kontextu života, ve společné reflexi a dialogu s druhými člověk získává na svůj zážitek nový náhled, hlubší pochopení a zhodnocení, poznává prožívání druhých a objevuje širší souvislosti utvářející jeho existenci.
Muzikofiletika a muzikofiletické aktivity mají široké možnosti využití, lze je užívat v rámci výchovně vzdělávacího procesu u dětí i dospělých. Muzikofiletické postupy mohou být součástí vzdělávací nabídky škol i náplní volnočasových aktivit, muzikofiletické postupy jsou vhodné pro všechny věkové kategorie, mohou z nich čerpat obohacení žáci a dospívající, nejmenší děti i senioři, i skupiny se specifickým zaměřením nebo požadavky.
Muzikofiletika tak může být využita jako významný prostředek osobního nebo profesního růstu, ale i prevence psychických, zdravotních nebo sociálních obtíží.